# Diocese de Tuxtepec
A Diocese de Tuxtepec (em latim: Dioecesis Tuxtepecensis) é uma diocese da Igreja Católica localizada no município de San Juan Bautista Tuxtepec, no estado de Oaxaca, pertencente a Arquidiocese de Antequera no México. Foi fundada em 8 de janeiro de 1979 pelo Papa João Paulo II. Com uma população católica de 348.000 habitantes, sendo 80,2% da população total, possui 29 paróquias com dados de 2020.

## História
Em 8 de janeiro de 1979 o Papa João Paulo II cria a Diocese de Tuxtepec através do território da Prelazia Territorial de Huautla.

## Lista de bispos
A seguir uma lista de bispos desde a criação da diocese em 1979.
|                    | Nome                                    | Período            | Notas                        |
| Bispos de Tuxtepec | Bispos de Tuxtepec                      | Bispos de Tuxtepec | Bispos de Tuxtepec           |
| ------------------ | --------------------------------------- | ------------------ | ---------------------------- |
| 3º                 | José Alberto González Juárez            | 2015 - atual       |                              |
| 2º                 | José Antonio Fernández Hurtado          | 2005 - 2014        | Nomeado arcebispo de Durango |
| 1º                 | José de Jesús Castillo Rentería, M.N.M. | 1979 - 2005        |                              |